# Mottola
Mottola is een gemeente in de Italiaanse provincie Tarente (regio Apulië) en telt 16.518 inwoners (31-12-2004). De oppervlakte bedraagt 212,2 km², de bevolkingsdichtheid is 78 inwoners per km².

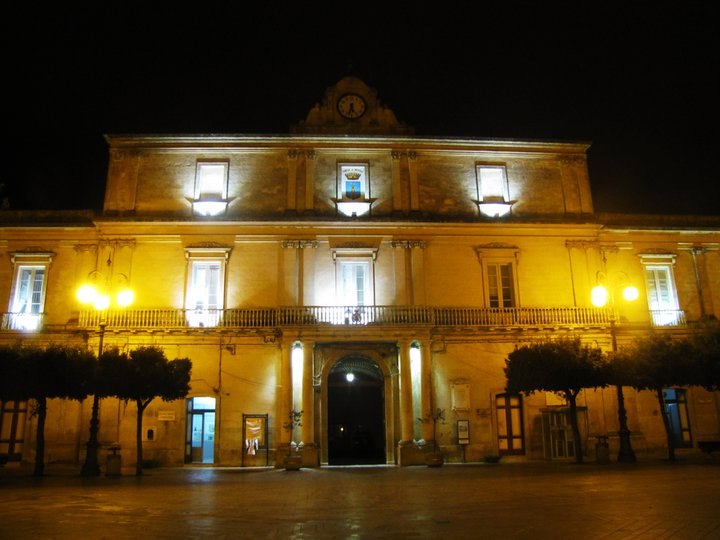
Gemeentehuis
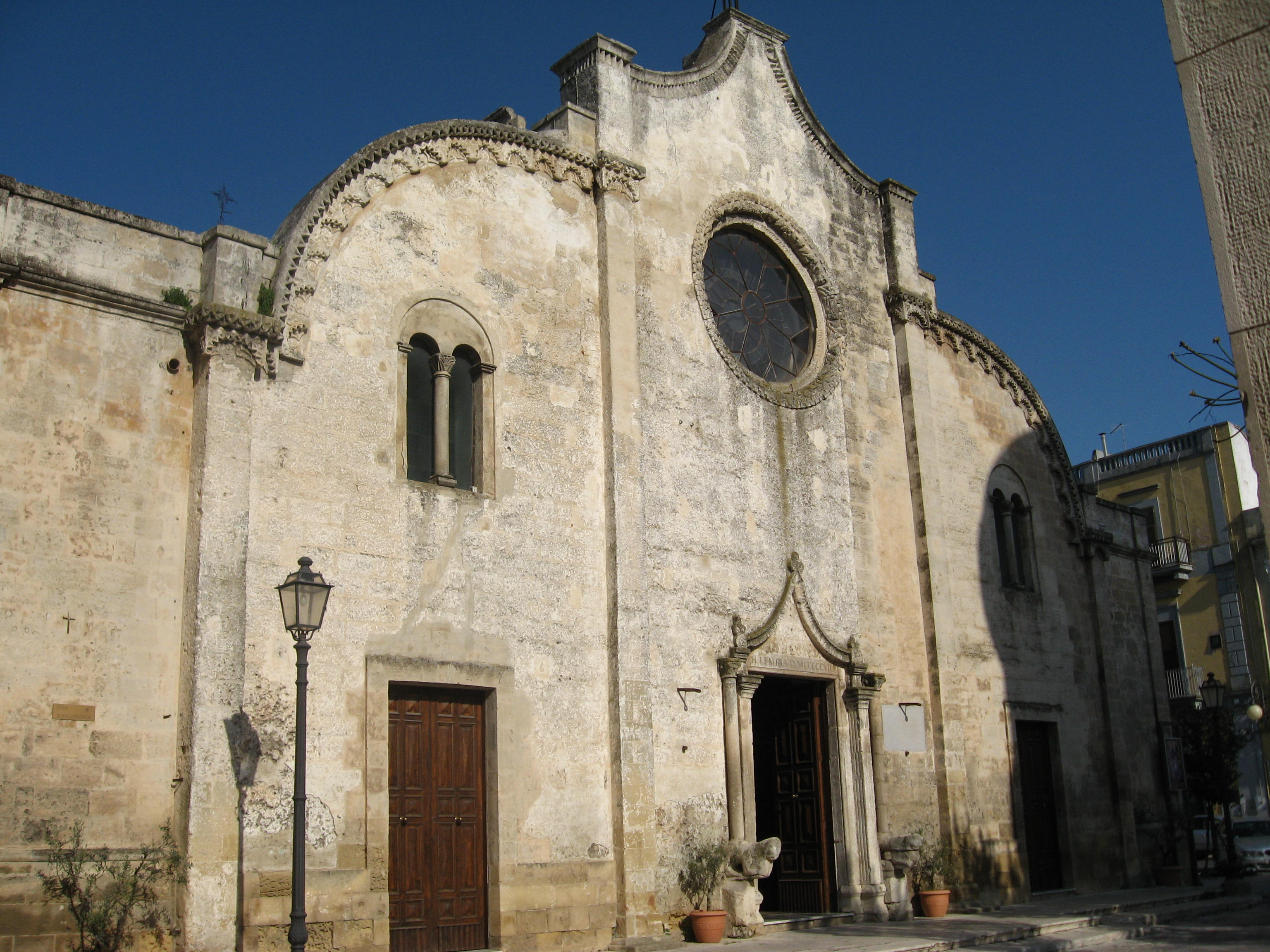
Parochiekerk
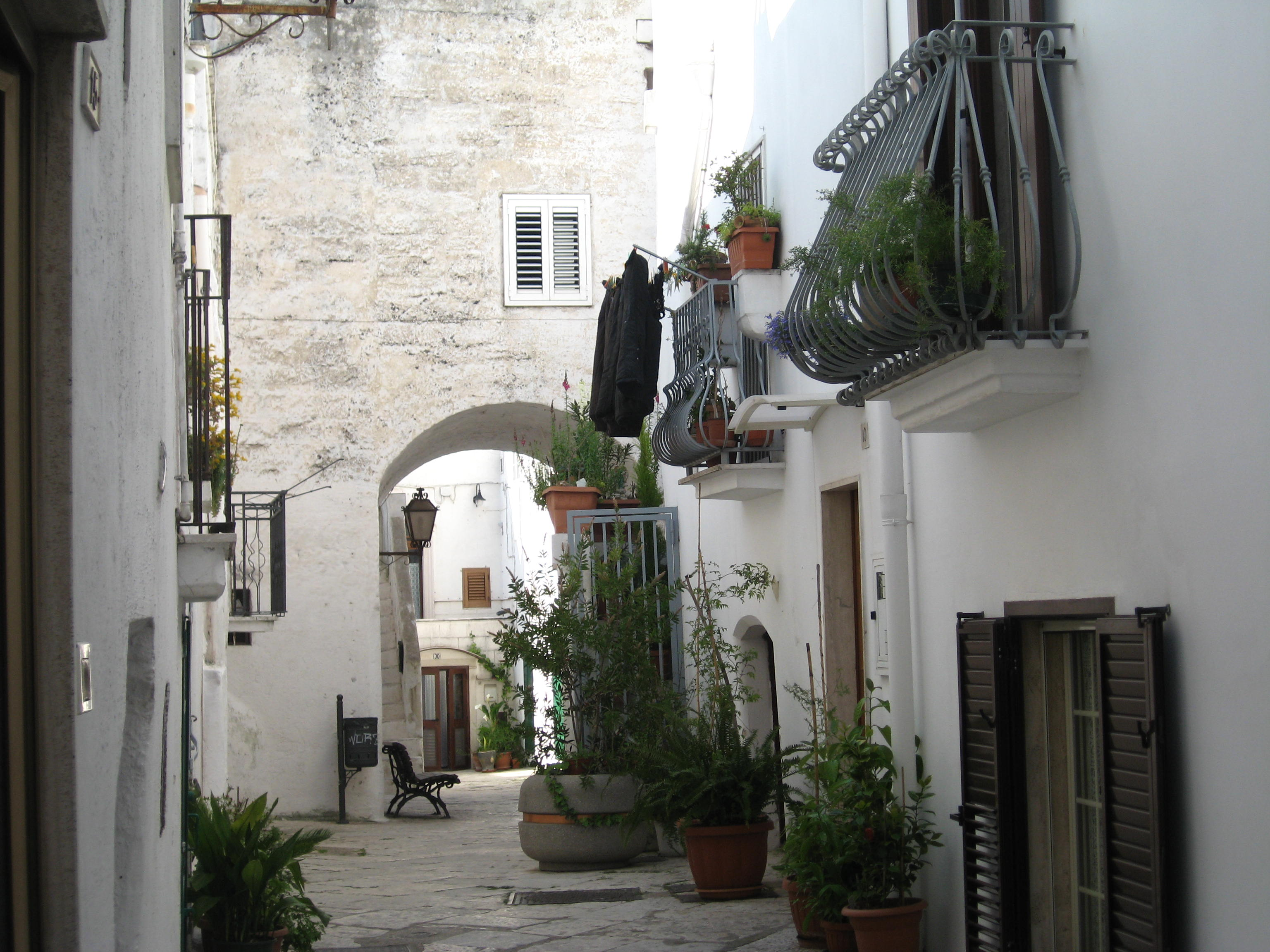
Boog van Fanelli

## Demografie
Mottola telt ongeveer 5858 huishoudens. Het aantal inwoners daalde in de periode 1991-2001 met 1,3% volgens cijfers uit de tienjaarlijkse volkstellingen van ISTAT.
| Jaar | Inwoneraantal |
| ---- | ------------- |
| 1991 | 16.795        |
| 2001 | 16.575        |

## Geografie
De gemeente ligt op ongeveer 387 m boven zeeniveau.
Mottola grenst aan de volgende gemeenten: Palagianello, Palagiano, Castellaneta, Martina Franca, Massafra, Gioia del Colle (BA), Alberobello (BA), Noci (BA).

## Geboren in Mottola
- Umberto Montanaro (26 september 1904) componist en dirigent